# Ирма Веп (фильм)
«И́рма Веп» (фр. Irma Vep) — художественный фильм режиссёра Оливье Ассаяса о съёмках ремейка фильма «Вампиры» Луи Фейада. Действие происходит в стиле леттризма: ремейк, как и его оригинал, планируют снять чёрно-белым и немым, используются идентичные костюмы, сцены копируются буквально. В 2022 году Ассаяс снял ремейк фильма в формате сериала.

## Сюжет
Режиссёр Рене Видаль (Жан-Пьер Лео) снимает для телевидения ремейк немого фильма 1915 года «Вампиры» Луи Фейада. Главную героиню «Вампиров», Ирму Веп, чье имя является анаграммой слова «вампир» (Vampire → Irma Vep), играла французская актриса Мюзидора. На роль Ирмы Рене пригласил гонконгскую актрису Мэгги Чун (она играет саму себя). Режиссёр очарован её красотой, её грацией. Мэгги опоздала в Париж из Гонконга на три дня, что привнесло хаос в производство фильма.
Мэгги одевают в костюм — облегающий комбинезон из латекса, как у женщины-кошки из комиксов о Бэтмене. Затем Мэгги завтракает с костюмершей Зои (Натали Ришар) и узнаёт, что режиссёрская репутация Рене Видаля стремительно ухудшается. Однако Мэгги особо не волнуется, она считает режиссёра профессионалом. После разговора начинаются съёмки. Снимается сцена, в которой Мэгги усыпляют хлороформом и дважды заменяют дублёршей. На просмотре снятого материала Рене недоволен, и  в гневе уходит.
После просмотра все уезжают, и Зои предлагает Мэгги подвезти её на мотоцикле. Они едут на ужин к подруге Зои, где Мэгги, не зная французского,  совершенно не понимает, о чём  говорят. Тем временем на кухне Зои обсуждает с хозяйкой влечение Зои к Мэгги, и подруга советует Зои пойти поговорить с ней. Когда они с Мэгги остаются одни, подруга рассказывает ей, что Зои хочет заняться сексом с ней. Мэгги очень неловко.
В гостинице Мэгги находит несколько сообщений от Рене, где каждые 5—10 минут он просил приехать к нему домой. Кода Мэгги приезжает, в доме снуёт полиция. У Рене была крупная ссора с женой, врач дал ему успокоительное. Рене объясняет Мэгги роль и засыпает.
Мэгги возвращается в гостиницу. Будто одержимая духом Ирмы Веп, она надевает съемочный костюм, пробирается в чужую комнату и крадет ожерелье. Как Ирма Веп, она вбегает на крышу и бросает ожерелье в пролёт.
Мэгги так устала, что проспала; она просыпается только когда Зои приходит узнать, в порядке ли та. В студии Мэгги репетирует сцену убийства Великого Вампира.
Тем временем Рене пропадает, и съёмочная группа находится в подвешенном состоянии. Оказывается, что у Рене был нервный срыв, и его поместили в санаторий. Режиссёр Жозе Мирано собирается занять его место. Мирано не может понять, почему Рене выбрал китайскую актрису на роль Ирмы Веп, воплощения парижского андерграунда. Мирано соглашается продолжить съемку, если уволят Мэгги.
Мэгги покупают билет в Нью-Йорк, где она собирается встретиться с Ридли Скоттом, а затем улететь в Лос-Анджелес. Мирано просматривает материал, смонтированный Рене ночью. Фильм неузнаваемо преобразился.

## В ролях
- Мэгги Чун — Мэгги
- Жан-Пьер Лео — Рене Видаль
- Натали Ришар[фр.] — Зои
- Лу Кастель — Жозе Мирано

## Культурное влияние
Сюжет построен на копировании сюжета фильма «Вампиры», кадры которого демонстрируются в фильме. Также показываются кадры из фильма «Три амазонки», в котором снималась Мэгги Чун.
Обтягивающий костюм Ирмы Веп навеян образами Бэтмена и Женщины-кошки в фильмах «Бэтмен» и «Бэтмен возвращается». В фильме есть отсылки к таким фильмам, как «Пуля в голове» и «Терминатор 2: Судный день».
Отсылки к «Ирме Веп» есть в фильме «Глаза Токио». Кадры из фильма показываются в «Седьмом небе» Венсана Линдона.

## Награды
- 1997 — Роттердамский кинофестиваль
  - Премия KNF — Оливье Ассаяс